# Kathleen O'Neal Gear
Kathleen O'Neal Gear (Tulare, California, 1954) es una escritora estadounidense.
Estudió en la Universidad Estatal de California, con un postgrado en la Universidad Hebrea de Jerusalén. Ha dirigido tesis doctorales en UCLA y trabajado como historiadora y arqueóloga estatal en Wyoming, Kansas, Nebraska y para el Departamento del Interior de los Estados Unidos.
Son muy conocidas sus obras donde es coautora con su marido W. Michael Gear con quien vive en Thermopolis (Wyoming). 

## Obras
People Books - First North Americans (Kathleen O'Neal Gear & W. Michael Gear)
- People of the Wolf (1990)
- People of the Fire (1990)
- People of the Earth (1992)
- People of the River (1992)
- People of the Sea (1993)
- People of the Lakes (1994)
- People of the Lightning (1995)
- People of the Silence (1996)
- People of the Mist (1997)
- People of the Masks (1998)
- People of the Owl (2003)
- People of the Raven (2004)
- People of the Moon (2005)
- People of the Nightland (2007)
- People of the Weeping Eye (2008)
- People of the Thunder (2009)
- People of the Longhouse (2010)

Powers of Light
- An Abyss of Light (1990)
- Treasure of Light (1990)
- Redemption of Light (1991)

Black Falcon
- It Sleeps in Me (2005)
- It Wakes in Me (2006)
- It Dreams in Me (2007)

Anasazi Mysteries (Kathleen O'Neal Gear & W. Michael Gear)
- The Visitant (1999)
- The Summoning God (2000)
- Bone Walker (2001)

Otras Novelas
- Sand in the Wind (1990)
- This Widowed Land (1993)
- Thin Moon and Cold Mist (1995)
- Dark Inheritance (2001) (Kathleen O'Neal Gear & W. Michael Gear)
- Raising Abel (2002) (Kathleen O'Neal Gear & W. Michael Gear)
- The Betrayal. The Lost Life of Jesus. (2008) (Kathleen O'Neal Gear & W. Michael Gear)
- Children of the Dawnland (2009) (Kathleen O'Neal Gear & W. Michael Gear)